# دينيسي بلوخ
دينيسي بلوخ (بالفرنسية: Denise Bloch) وُلدت في 1916، باريس، وتوفيت في 1914 عن عمرٍ يناهز 29 عاماً، كانت عضو في المقاومة الفرنسية.

## جوائز
حصلت على جوائز منها:
- وسام جوقة الشرف من رتبة فارس
- صليب الحرب 1939-1945 (فرنسا)
- ميدالية المقاومة [الإنجليزية]‏.